# Urvillea ulmacea
Urvillea ulmacea là một loài thực vật có hoa trong họ Bồ hòn. Loài này được Kunth miêu tả khoa học đầu tiên năm 1821.